# Hackerville
Hackerville è una serie televisiva rumena e tedesca del 2018, creata da Ralph Martin e Jörg Winger e diretta da Igor Cobileanski e Anca Miruna Lazarescu.
La serie è stata trasmessa per la prima volta su HBO Europe e TNT Serie, in tutti i territori in cui entrambi i servizi sono disponibili, dal 4 novembre al 2 dicembre 2018, per un totale di 6 episodi ripartiti in una stagione. Un adattamento italiano è stato pubblicato sul servizio in streaming TIMvision il 10 settembre 2019.

## Trama
Una grande banca tedesca situata a Francoforte sul Meno è vittima di un attacco di hacker, i quali surriscaldano deliberatamente i dischi rigidi della banca, e l'investigatore della BKA è risalito in Romania. Per trovare i responsabili dell'attacco, la BKA manda la sua investigatrice Lisa Metz nella città rumena di Timişoara, dove crebbe durante la sua giovinezza.

## Episodi
| Stagione       | Episodi | Prima TV originale | Prima TV Italia |
| -------------- | ------- | ------------------ | --------------- |
| Prima stagione | 6       | 2018               | 2019            |

## Personaggi e interpreti

### Personaggi principali
- Lisa Metz, interpretata da Anna Schumacher, doppiata da Benedetta Degli Innocenti.
- Adam Sandor, interpretato da Andi Vasluianu, doppiato da Franco Mannella.
- Cipi Matei, interpretata da Voicu Dumitras, doppiato da Giulio Bartolomei.
- Valentin Pogonaru, interpretato da Calin Chirila, doppiato da Paolo Marchese.
- Nicoleta Danciu, interpretata da Ada Lupu, doppiata da Federica De Bortoli.
- Dragos Matei, interpretato da Vlad Brumaru, doppiato da Davide Perino.
- Cezar Iacob, interpretato da Stefan Lupu.
- Walter Metz, interpretato da Ovidiu Schumacher, doppiato da Gianni Giuliano.
- Andrei Borisov, interpretato da Sabin Tambrea.
- Luminita Chiriac, interpretata da Dana Dembinski Medeleanu, doppiata da Rita Savagnone.

### Personaggi secondari
- Vanessa Wagner, interpretata da Nina Kunzendorf, italiana di Alessandra Korompay.
- Bogdan Dobre, interpretato da Ciobanu Petru, italiana di Alberto Bognanni.